# АПС (автомат)
Автомат підводний спеціальний АПС — радянський двосередовищний автомат. Індивідуальна зброя легководолазів — розвідників-водолазів СпП і підводних плавців ППДСЗ.

## Історія
Довгий час вважалося, що створення вогнепальної підводної зброї неможливе: однією з важливих фізичних характеристик води є її густина, яка у 800 разів більша ніж у повітря. Внаслідок цього звичайна куля випущена з вогнепальної зброї під водою втрачає енергію значно швидше. Тому розробки підводної стрілецької зброї, що велися у різних країнах, в основному ґрунтувалися на реактивному принципі метання снаряда.
В СРСР роботи зі створення комплексу підводного зброї були розпочаті наприкінці 1960-х років. Група конструкторів НДІ-61 (зараз один з відділів ФДУП «Центральний науково-дослідний інститут точного машинобудування») на чолі з Петром Сазоновим і Олегом Кравченко, які до цього займалися розробкою патронів з підкаліберною кулею, запропонували використати для стабілізації кулі у воді принцип кавітації: при русі у воді кулі голкоподібної форми біля її головної частини водне середовище ущільнюється, а за головною частиною утворюється простір, не заповнений водою — каверна невеликого діаметра. При цьому куля має опір води тільки перед головною частиною, інша її частина при русі робить коливання в межах діаметра каверни. Теорія стала основою для створення принципово нового, який і досі не має аналогів, пістолетного і автоматного комплексів для підводної стрільби.
На початку 1970-х років конструктором ЦНДІ «Точмаш» Володимиром Симоновим під спеціальний патрон був спроектований 4,5-мм чотириствольний пістолет СПП-1.
Паралельно зі створенням пістолетного комплексу конструктор працював над автоматним підводним комплексом, розробку якого завершив на декілька років пізніше. Автомат АПС і патрон до нього МПС прийняті на озброєння ЗС СРСР. Обмеженими партіями підводний автомат випускався на Тульському збройовому заводі.

## Конструкція
Автоматика АПС побудована на використанні енергії порохових газів, що відводяться з каналу ствола. Конструкція газовідвідного тракту забезпечує застосування АПС як у воді так і на повітрі за рахунок встановлення газового регулятора, що автоматично скидає частину порохових газів при стрільбі на повітрі. На відміну від абсолютної більшості сучасних автоматів, АПС веде вогонь з відкритим затвором. Замикання ствола відбувається поворотом затвора, що замикає ствол при повороті. Спусковий механізм із заднім шепталом приводиться в дію загальною зворотно-бойовою пружиною затворної групи і забезпечує ведення як одиночної так і автоматичної безупинної стрільби.
Одна з головних особливостей комплексу визначається конструкцією патронів — стабілізація кулі у воді здійснюється за рахунок ефекту кавітації, а не обертального руху. Тому ствол автомата — гладкий, без нарізів, і куля механічно не взаємодіє зі стволом. Незвичайний калібр — 5,66 мм — пояснюється тим, що боєприпаси автомата створені з використанням стандартної сталевої гільзи 5,45-мм радянського проміжного унітарного патрона. Діаметр стволів під нього по нарізу — 5,45-мм, номінальний діаметр без нарізів — 5,66 мм. Діаметр кулі до автомата АПС відповідає зовнішньому діаметру кулі патрона 5,45×39.
На повітрі куля не стабілізується. Початкова швидкість кулі на повітрі — 365 метрів на секунду. Початкова швидкість кулі на глибині 5 метрів — 240—250 м/с. Уражаюча здатність кулі знижується з глибиною занурення, але у всіх випадках перевищує дальність видимості цілі. На дистанції більше 15 м купчастість при стрільбі з АПС помітно знижується. Хоча кінетична енергія кулі при стрільбі на повітрі достатня для ураження цілі на дистанції до 100 метрів, попадання в противника на такий дальності нестабілізованою кулею-стрижнем фактично неможливе. Практична дальність вогня на поразку не перевищує 30 метрів.

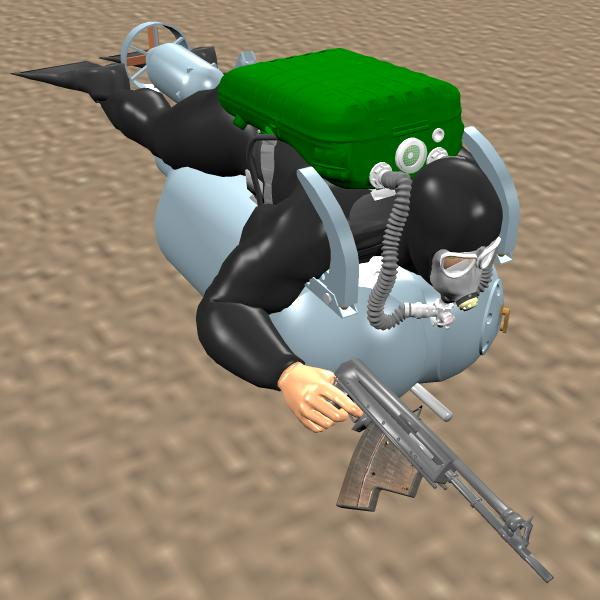
Комп'ютерна графіка. Бойовий плавець на індивідуальному підводному буксирувальнику. В руках водолаза — автомат АПС

Рукоятка заряджання автомата розташована праворуч на затворній рамі, перемикач-запобіжник — зліва на ствольній коробці над пістолетною рукояткою. Ствольна коробка виконана з штампованої листової сталі. З метою запобігання одночасної подачі в патронник декількох патронів ствольна коробка оснащена відсікачем.
Пістолетна рукоятка виконана з пластику. Телескопічний приклад зі сталевого дроту прибирається всередину ствольної коробки. Прицільне пристосування — нерегульований відкритий цілик на ствольній коробці і мушка.
Живлення АПС боєприпасами здійснюється з приставного коробчастого (ріжкового) магазина на 26 патронів, який має спеціальну конструкцію, що виключає перекіс патронів кулею вгору при подачі або подвійну подачу набоїв у ствол. Незвичайна форма магазина викликана тим, що пружина подавача в порівнянні з патронами має меншу довжину. Для ведення вогню з підводних транспортувальників на стволі автомата мається цапфа для закріплення його на опорі.
Автоматний комплекс складається з автомата АПС і 5,66-мм патронів МПС з кулями великої довжини. Кожен автомат комплектується двома магазинами і спорядженням.
Автоматний комплекс призначений для ураження підводних цілей (легководолазів, підводних транспортувальників) і надводних (надувних човнів, швидкохідних катерів тощо) цілей. При потребі також може застосовуватися для захисту плавця від небезпечних морських хижаків.

## На озброєнні
АПС — індивідуальна зброя розвідників-водолазів частин спеціального призначення і підводних плавців протидиверсійних загонів флоту. Автомат стоїть на озброєнні підрозділів СпП ВМФ Російської Федерації, ВМС України і Азербайджану.